# امانوئل ماتینو
امانوئل ماتینو (انگلیسی: Emmanuele Matino؛ زادهٔ ۷ اکتبر ۱۹۹۸) بازیکن فوتبال است.
از باشگاه‌هایی که در آن بازی کرده‌است می‌توان به باشگاه فوتبال پارما اشاره کرد.